# 朝倉佳秀
朝倉 佳秀（あさくら よしひで）は、日本の裁判官。
司法修習45期。1993年4月9日、東京地方裁判所判事補任官。2001年9月25日大阪簡易裁判所判事・大阪地方裁判所判事補・大阪家庭裁判所判事補、2007年4月1日司法研修所教官、2008年10月1日最高裁判所民事局第二課長、2014年2月20日東京高等裁判所判事、2017年4月1日東京地裁部総括判事、2019年内閣官房内閣審議官などを経て、2020年10月26日東京地裁部総括判事。